# Falcileptoneta uenoi
Falcileptoneta uenoi là một loài nhện trong họ Leptonetidae.
Loài này thuộc chi Falcileptoneta. Falcileptoneta uenoi được miêu tả năm 1963 bởi Taginuma.